# Шарабан

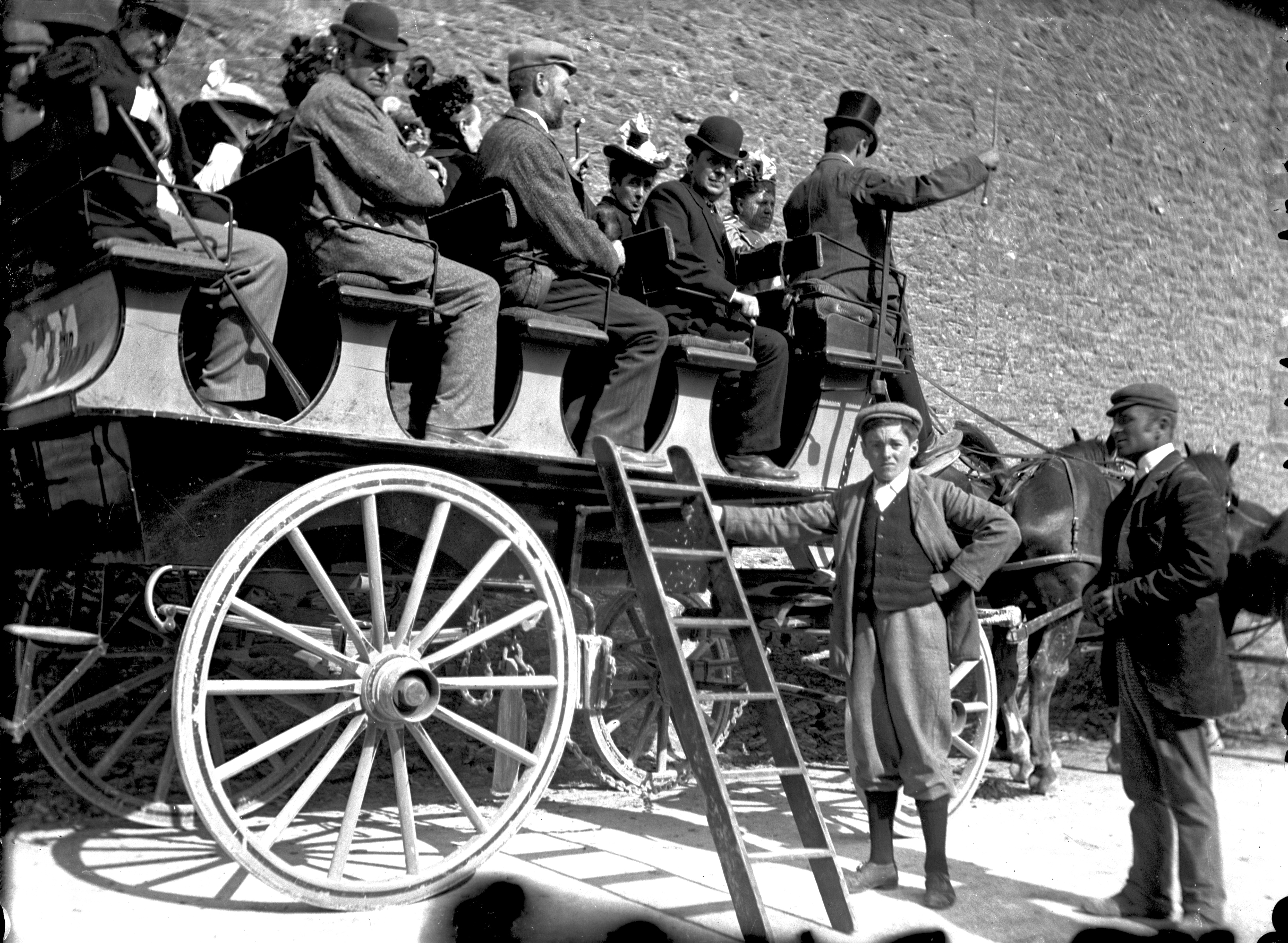
Шарабан, конец 19го века

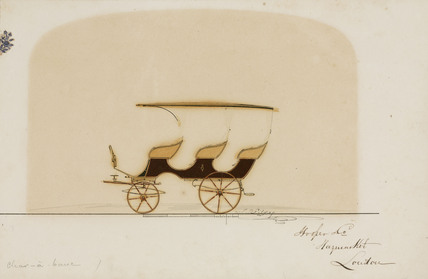
Конный шарабан (1906 год)

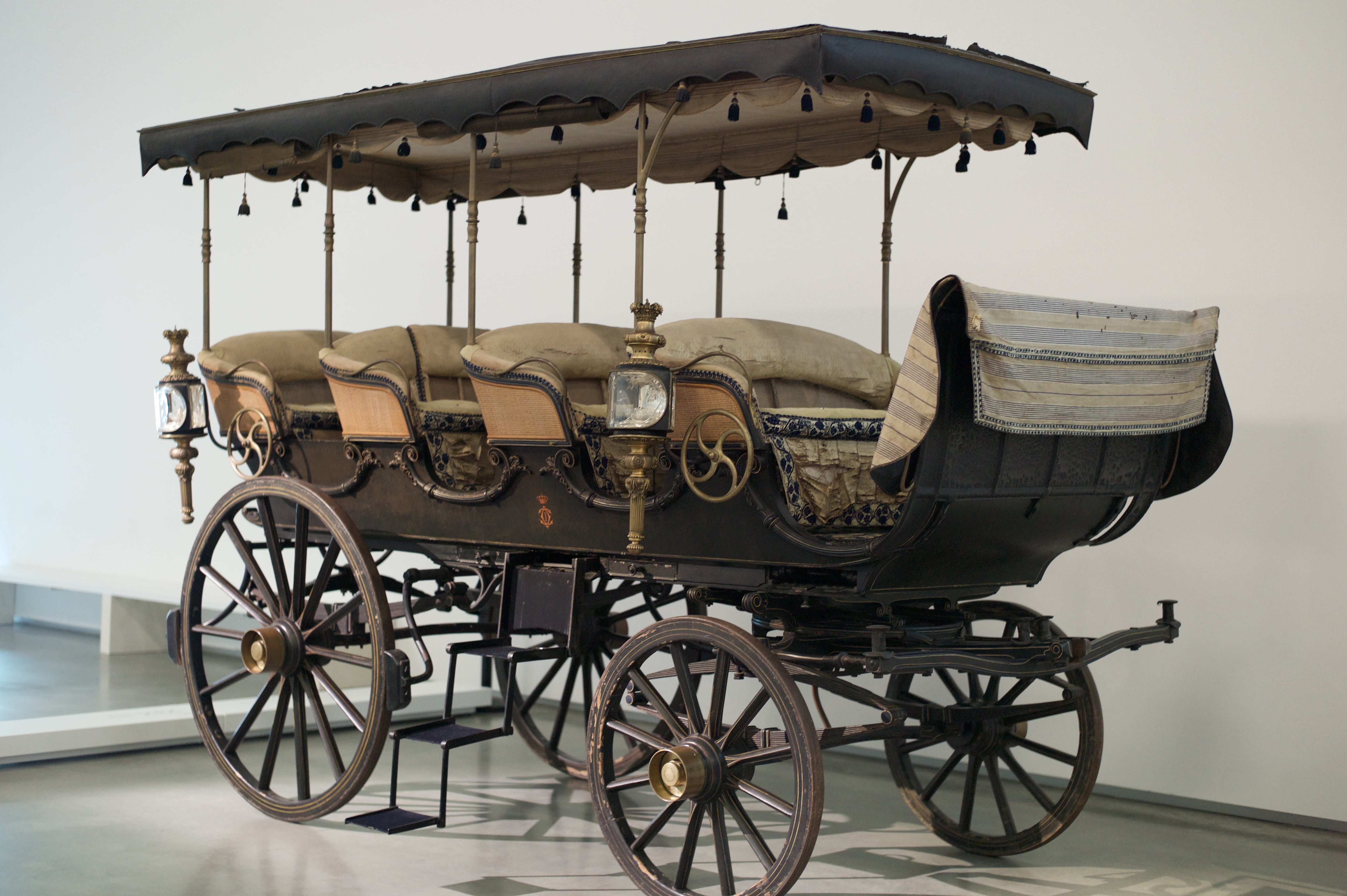
Королевский шарабан Марии II

Шарабан — это тип повозки или ранней 
моторной повозки, обычно с открытым верхом, который был распространён в Великобритании 
в начале 20-го века. Шарабан имел сиденья в несколько рядов, лицом по ходу движения, и обычно использовался для больших  встреч (вечеринок), либо как транспортное средство, либо для экскурсий. Он был особенно популярен для осмотра достопримечательностей или выездов рабочих на природу или побережье, которые организовывал бизнес раз в году. Название произошло от французского char à bancs (карета с деревянными скамьями), повозок, появившихся во Франции в начале 19-го века.
Хотя повозки не были обычны на дорогах с 1920-х годов, сохранилось несколько вывесок той эпохи. Достопримечательный пример в деревне 
Wookey Hole в графстве Сомерсет - вывеска предупреждает, что дорога в близлежащую деревню непригодна для шарабанов.
В Австралии современные моторные повозки подобного типа с двумя боковыми дверьми с обоих сторон ряда сидений дожили до
1970-х годов и упоминаются как автобусы с боковыми входами. Однако, большая их часть не была открыта сверху.
Один из таких автобусов в городе Эчука, штат Виктория, был восстановлен и используется на общих выходных и при особых событиях.
Автобусы с похожим расположением дверей и сидений часто использовались отрядами по борьбе с мятежниками в полиции,
поскольку такая конструкция позволяла быстро покинуть повозку.

## История

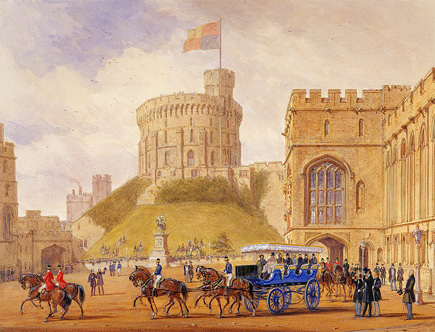
Виндзорский замок 1844

Возникшая в 1830-х годах как французская спортивная повозка char à bancs стала популярной на скачках и для охоты,
где она служила передвижной трибуной. Шарабан тянула четвёрка (в ряд)  или пара лошадей. 
Шарабан имел два и более рядов сидений, плюс одно заднее сиденье пониже. Большинство шарабанов имело также решётчатый багажник. 
Первоначально шарабаны использовали богатыет люди, но позже были добавлены сиденя для школ или экскурсий,
как более дешёвая версия туристической повозки. Первый шарабан в Британии был представлен королеве Виктории
Луи-Филиппом I и хранится в Королевских конюшнях.

## Моторные шарабаны
До первой мировой войны моторные шарабаны использовались главным образом для однодневных экскурсий, 
поскольку не были достаточно комфортабельны для долгих поездок, и были заменены большей частью на автобусы в 1920-х годах.

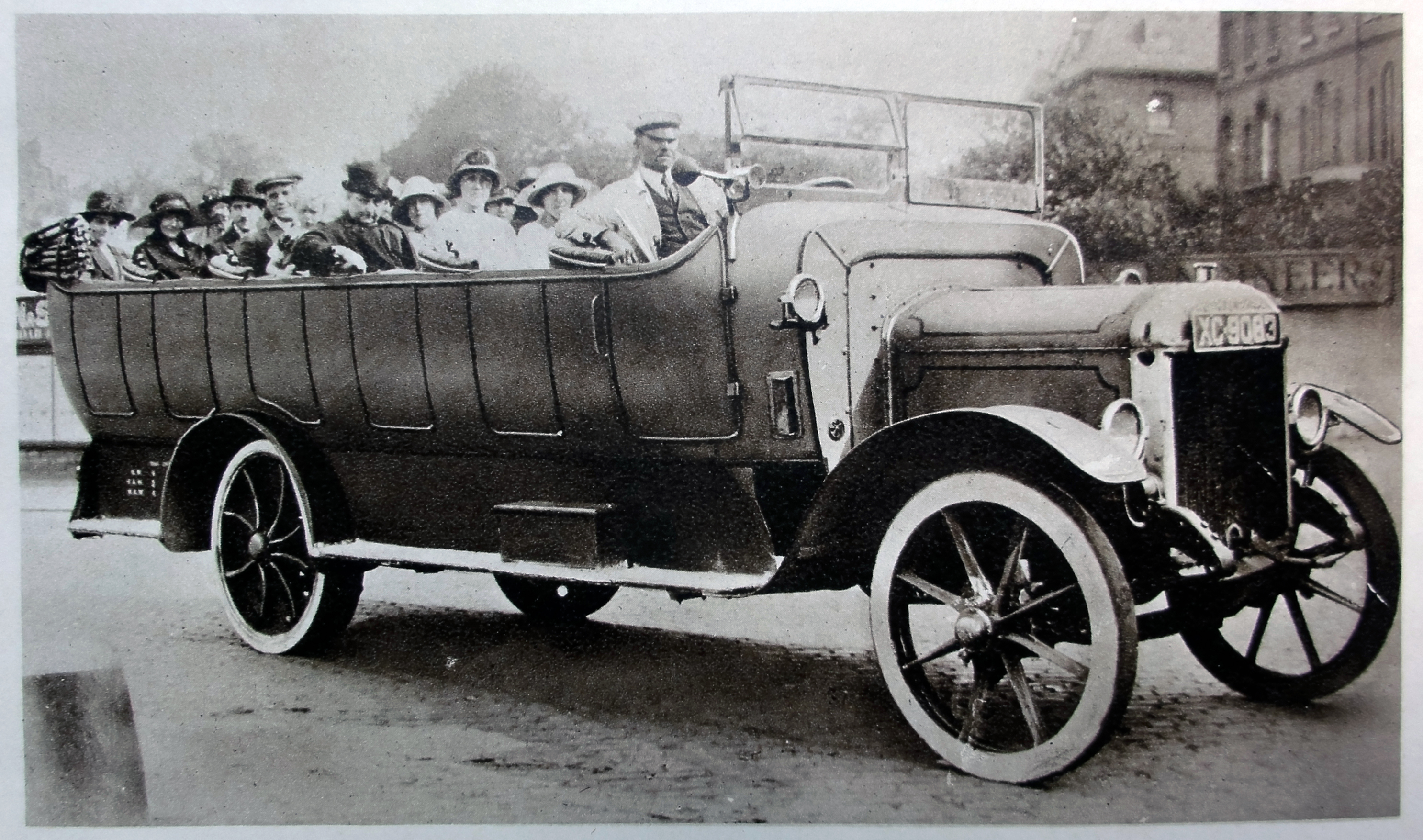
Моторный шарабан, ранние 1920-е

Шарабан 1920-х годов продержался лишь несколько лет. В то время корпус шарабана обычно создавался отдельно от 
шасси с мотором и устанавливался только летом. Второй корпус устанавливался на шасси вместо первого на зиму.
Обычно шарабаны были с открытым верхом и большим брезентовым откидным капюшоном сзади на случай дождя наподобие кабриолета. 
В случае начала дождя капюшон нужно было привести в нужное положение, достаточно трудная работа, которая предполагала помощь мужчин, принимающих участие в экскурсии. 
Боковые окна делались из слюды.
Шарабаны давали пассажирам мало защиты от опрокидывания или не защищали совсем, 
имели высокий центр тяжести, когда были заполнены (в особенности, когда перегружены), и часто ездили по крутым и извилистым дорогам, 
ведущим к прибрежным деревням, популярным у туристов. 
Это приводило к фатальным происшествиям, что привело к быстрому исчезновению шарабанов.

### Прогулки на свежем воздухе в Англии

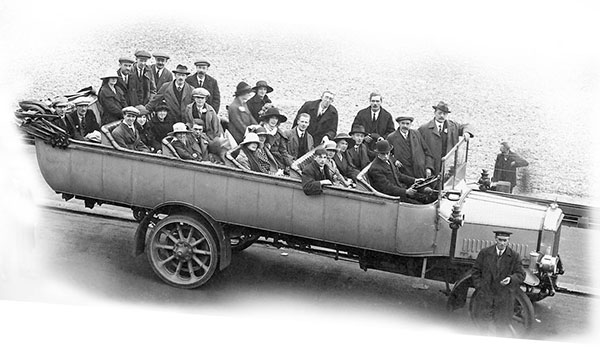
Выезд персонала

Однодневные фабричные экскурсии в 19-м веке и начале 20-го были обычны для рабочих, 
особенно для рабочих северных городов ткацких фабрик Ланкашира и Йоркшира. 
1940-е и 1950-е годы были относительно трудными временами, поскольку восстановление после Второй мировой войны было медленным, 
по прежнему присутствовало нормирование, и ежегодные отпуска не были ещё установлены для наиболее бедных рабочих, таких как ткачи и прядильщики, 
так что однодневная прогулка на побережье было редким лакомством и это всё, что некоторые рабочие с большими семьями 
могли себе позволить. "Путешествия на шарабанах" обычно были только для семейных людей, опять же, по финансовым причинам. 
Иногда владельцы фабрик оплачивали такие вылазки, но не всегда.
Шарабаны или автобусы были довольно примитивными повозками. 
Шумные, некомфортабельные и часто с плохо обтянутыми тканью сиденьями с низкими спинками повозки использовались главным образом для
коротких поездок в ближайший курортный город или на скачки. 
Некоторые клубы рабочих также организовывали однодневные вылазки и эти путешествия часто оплачивали сами клубы из членских взносов, 
которые платили члены клуба в течение года. Несколько пенсов в неделю вносили клубу или фабричному организатору вылазки, взнос отмечался в книге. 
Эта сумма выплачивалась вкладчику в день поездки в качестве денег на текущие расходы. Для некоторых работников этот выходной день часто становится главным событием
года и единственной возможностью отвлечься от смога и грязи суетливых фабричных городов.
По мере расцветания фабричных городов и финансового улучшения, ежегодная "неделя пробуждения" ("wakes week", праздничный период в Англии и Шотландии)
и массовый недельный исход из северных фабричных городов во время летних месяцев начинает преобладать над вылазками на шарабанах. 
Отдых в течение полной недели в лагере отдыха или в пансионе на побережье для полной семьи становится нормой 
вместо однодневной вылазки.

## В культуре
Французский char à banc появляется в книге Льва Толстого Анна Каренина (1877).
Шарабан упоминается в рассказе Дилана Томаса "A Story" ("История"), известной также как  "The Outing" 
("Вылазка").
В этом рассказе молодой Томас невзначай обнаруживает себя на ежегодной вылазке на шарабане в город Портковл. 
В рассказе шарабан произносится как "chara" согласно Уэльскому диалекту.
В повести Сидр и Рози Лори Ли, вышедшей в 1917, осуществляется вылазка на шарабане из сельского Глостершира в Уэстон-сьюпер-Мэр. 
в Королевском театре, Бери-Сент-Эдмундс.</ref>
Перваяя версия песни “Maginot Waltz” Ральфа МакТелла (Ralph McTell) начинается с “All off to Brighton in a char-a-banc”.
Песня Винсе Хилла (Vince Hill) A Day at the Seaside начинается со строки "Climb up little darling, into the charabanc" (Забирайся, дорогая, в шарабан).
Песня, написанная Лесом Вандайком (Les Vandyke), заняла пятое место на Евровидении-1963.
Шарабан фигурирует на видном месте в рассказе Редьярда Киплинга "Как голосованием признали Землю плоской" (1913)
.
Шарабан упоминается в книге Дороти Эдвардс (Dorothy Edwards) The Witches and the Grinnygog (Ведьмы и Гриннигог {1 Гриннигог = странная древняя статуя, подаренная нашедшей её женщиной своему отцу в качестве садового гнома}) in the chapter entitled "Mrs. Umphrey's Ghost Story".  In it, Mrs. Umphrey tries to reassure the ghost of Margaret that the char-a-bancs are not the chariots of devils.
Сингл "Peaches" группы the Stranglers упоминает шарабан.
В песне вокалист Хью Корнуэлл рассказывает слушателям, как он застрял на побережье "на всё лето" после утери шарабана.
В книге Агаты Кристи "Мёртвый Арлекин" из серии Таинственный мистер Кин 
молодой художник Франк Бристоу (Frank Bristow) реагирует сердито на пренебрежительное (и, предположительно, снобистское) замечание полковника Монктона относительно шарабана 
и его испоьзования для туризма. Шарабан также упоминается в рассказе "Двойной грех", в котором машина 
Пуаро и Хастингса останавливается для ланча в Монкхэптоне: "...на большом дворе было припарковано около двух десятков шаробанов, 
прибывших со всей страны". Появляется шаробан также в книге "Вечеринка в Хэллоуин": 
"...в манере человека, оказывающего почести в величественном доме компании завсегдатаев шарабанов,...".
Шарабаны появляются несколько ращ в романе Джона Ле Карре Маленькая барабанщица.
В песне Jethro Tull "Wond'ring Again" Иэна Андерсона есть слова: "Incestuous ancestry's charabanc ride..."
Джордж Харрисон описывает сюжет фильма The Beatles' 1967 года 
Волшебное таинственное путешествие как "путешествие на шарабане".
В альбоме группы Small Faces 1968-го года {{Ogden's Nut Gone Flake герой сюиты песен Happiness Stan
живёт в шарабане.
Шарабан появляется в романе Луизы Мэй Олкотт Маленькие женщины. 
Мистер Лоуренс, богатый сосед Марча, предоставляет его девочкам Марча. В шутку они называют его "cherry bounce" ("вишнёвый ликёр").
На Мальте, до 1964 года британской колонии, термин (произносится как ксэрабэнк) жив до сих пор и используется как название  
a общественного автобуса на Мальте.
Путешествие на побережье является сюжетом юмористической песни The Charabanc Айвори Бигана.